# Triandafilos Kordojanis
Triandafilos Kordojanis (gr. Τριαντάφυλλος Κορδογιάννης; ur. 1890, zm. po 1912) – grecki szermierz, srebrny medalista olimpijski.
W 1906 roku brał udział w olimpiadzie letniej w Atenach, gdzie Grecy w składzie: Joanis Jeorjadis, Triandafilos Kordojanis, Menelaos Sakorafos i Christos Zorbas zdobyli srebrny medal w szabli drużynowej. Został zgłoszony do startu w turnieju szabli indywidualnej na igrzyskach olimpijskich w Sztokholmie w 1912 roku, jednak ostatecznie nie wystąpił.